# Eriopygodes obscura
Eriopygodes obscura là một loài bướm đêm trong họ Noctuidae.